# Lufthansa Airport Express

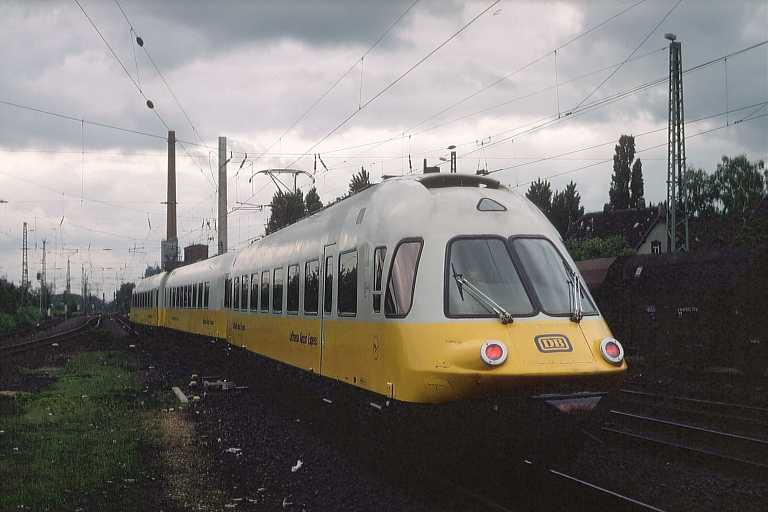
Baureihe 403 in 1993

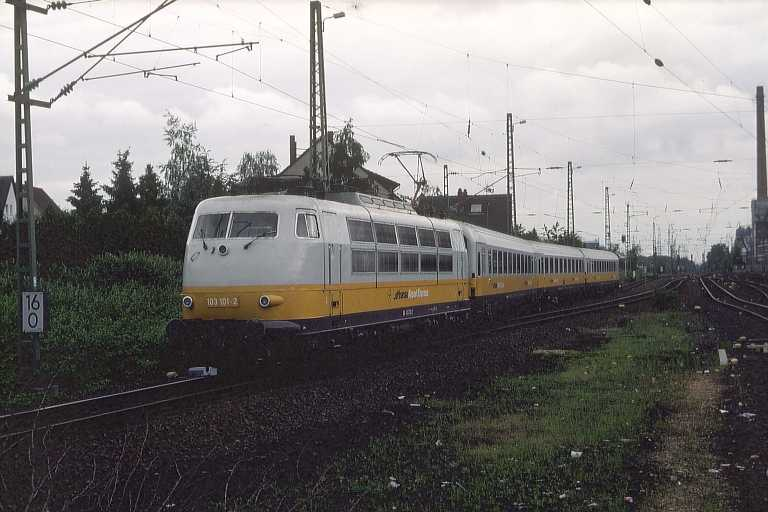
Locmotief Baureihe 103 met drie rijtuigen als Lufthansa-Airport-Express in 1993

De Lufthansa Airport Express was een Duitse binnenlandse TEE-trein voor de verbinding Frankfurt - Düsseldorf.
In 1973 was de Deutsche Bundesbahn (DB) op zoek naar een opvolger van de TEE-treinstellen voor het InterCity-verkeer. Net als de toen net nieuwe serie 103, moest ook het nieuwe type treinstel, de serie 403, met snelheden tot 250 km/u kunnen rijden. In 1973 werd een proefserie gebouwd van drie treinstellen. Uiteindelijk is het idee doorontwikkeld tot de InterCityExpress (ICE), de Duitse hogesnelheidstrein. De serie 403 is echter nooit verder gekomen dan de drie prototypes.
In 1982 besloten Lufthansa en de DB om, als alternatief voor korte binnenlandse vluchten, de Lufthansa Airport Express in het leven te roepen, waarbij de serie 403 kon worden ingezet. De DB kwalificeerde de trein als TEE terwijl Lufthansa vluchtnummers (beginnend met "LH") aan de trein gaf. De treinstellen werden in Lufthansa kleuren geschilderd en het interieur werd hetzelfde als van de Business-class van een DC-10.  De oneven nummers, TEE 61/LH 1001, TEE 63/LH 1003, TEE 65/LH 1005 en TEE 67/LH 1007 startten uit Düsseldorf, de even nummers, TEE 62/LH 1002, TEE 64/LH 1004, TEE 66/LH 1006 en TEE 68/LH 1008 startten uit Frankfurt am Main Flughafen voor een rit van bijna 2,5 uur. Later zijn ook getrokken treinen, eveneens voorzien van een Lufthansa-beschildering, ingezet op het traject Stuttgart - Frankfurt waarbij gebruik werd gemaakt van de, toen nieuwe, hogesnelheidslijn Stuttgart - Mannheim. In 1993 wilde of kon Lufthansa de kosten niet meer aan de DB vergoeden en stopte de treindienst.
| LH 1001/TEE 61 | LH 1003/TEE 63 | LH 1005/TEE 65 | LH 1007/TEE 67 | station             | km   | LH 1002/TEE 62 | LH 1004/TEE 64 | LH 1006/TEE 66 | LH 1008/TEE 68 |
| -------------- | -------------- | -------------- | -------------- | ------------------- | ---- | -------------- | -------------- | -------------- | -------------- |
| 06:17          | 09:46          | 13:17          | 17:58          | Düsseldorf Hbf      | 0    | 11:32          | 15:31          | 19:01          | 23:30          |
| 06:36          | 10:07          | 13:37          | 18:16          | Köln Deutz          | 39.5 | 11:08          | 15:08          | 18:38          | 23:07          |
| 06:41          | 10:11          | 13:41          | 18:22          | Köln Hbf            | 40   | 11:04          | 15:04          | 18:35          | 23:03          |
| 06:59          | 10:19          | 13:59          | 18:41          | Bonn Hbf            | 74   | 10:43          | 14:43          | 18:15          | 22:43          |
| 08:42          | 12:08          | 15:38          | 20:20          | Frankfurt Flughafen | 254  | 09:07          | 13:11          | 16:38          | 21:06          |